# Svinnegarnsviken
Svinnegarnsviken är en vik av sjön Mälaren, vid dess norra strand strax söder om Enköping. Den sträcker sig från Enköpingsåns mynning i norr till Oknöfjärden i söder och innehåller flera öar, bland annat Gröneborg som kan ha varit Joar Blås hemvist. Längs vikens strand ligger bland annat Bredsand, Haga och Svinnegarn.